# Bergeijk
Bergeijk (phát âmⓘ) là một đô thị ở tỉnh Noord-Brabant ở miền nam Hà Lan. Đô thị này có diện tích 103 ki-lô-mét vuông và dân số 18.027 năm 2005, mật độ dân số 175 người/km². Đây là một trong 21 đô thị, bao gồm Eindhoven, tạo nên Vùng hợp tách Eindhoven (Samenwerkingsverband Regio Eindhoven). Cho đến năm 1998, đô thị này vẫn được viết bằng tên cũ là "Bergeyk". 
Bergeijk là một vùng nông nghiệp truyền thống nhưng ngành du lịch và giải trí đã dần có tầm quan trọng.

## Các trung tâm dân cư
- Bergeijk
- Boscheind
- Braambosch
- Hof
- Loo
- Loveren
- Luyksgestel
- Riethoven
- Rijt
- Sengelsbroek
- Walik
- Weebosch
- Westerhoven